# Мяки, Олли
О́лли Мя́ки (фин. Olli Mäki; 22 декабря 1936, Коккола — 6 апреля 2019) — финский боксёр лёгкой весовой категории. Во второй половине 1950-х годов выступал за сборную Финляндии: чемпион Европы, дважды чемпион Скандинавии, четырёхкратный чемпион национального первенства, участник многих международных турниров и матчевых встреч. В период 1960—1973 боксировал на профессиональном уровне, владел титулом чемпиона Европы по версии ЕБС, был претендентом на звание чемпиона мира.

## Биография
Олли Мяки родился 22 декабря 1936 года в городе Коккола. Первого серьёзного успеха на ринге добился в возрасте восемнадцати лет, когда в полулёгком весе стал чемпионом Финляндии среди любителей. В 1957 году поднялся в лёгкий вес, вновь выиграл национальное первенство и съездил на чемпионат Европы в Прагу, откуда привёз медаль серебряного достоинства (в решающем матче уступил поляку Казимежу Паздзёру). В течение двух последующих сезонов дважды защитил звание национального чемпиона, а также побывал на европейском первенстве в Люцерне, где одолел всех своих соперников и завоевал золотую медаль. Являясь лидером национальной сборной, Мяки должен был представлять страну на летних Олимпийских играх 1960 года в Риме, однако по политическим причинам его не пустили на Игры — Олимпийский комитет Финляндии запретил ему ехать из-за членства в Финской рабочей спортивной федерации, известной своей ярко выраженной левой направленностью.
Оставшись без Олимпиады, Мяки решил попробовать себя среди профессионалов и покинул сборную. Его профессиональный дебют состоялся в октябре 1960 года, своего первого соперника он победил по очкам в восьми раундах. Тем не менее, поначалу его карьера в новом амплуа складывалась не очень удачно: уже в шестом поединке он потерпел поражение от валлийца Ховарда Уинстоуна, а в августе 1962 года в бою за звание чемпиона мира в полулёгком весе потерпел поражение от американца Дэйви Мура — Мяки трижды побывал в нокдауне и во втором раунде рефери остановил поединок.
Несмотря на поражения, финский боксёр продолжил выходить на ринг и в феврале 1964 года в первом полусреднем весе завоевал пояс чемпиона по версии Европейского боксёрского союза (ЕБС) — по сей день он остаётся единственным финном, кому удалось стать чемпионом Европы как среди любителей, так и среди профессионалов. Один раз Мяки защитил чемпионское звание, однако начиная с 1967 года его карьера резко пошла на спад, поражений стало больше чем побед, и уровень соперников заметно снизился. Ещё дважды он пытался вернуть себе титул чемпиона ЕБС, но оба раза проиграл единогласным решением судей. Покинул ринг в 1973 году после поражения нокаутом от испанца Хуана Флореса. Всего в профессиональном боксе он провёл 50 боёв, из них 28 окончил победой (в том числе 5 досрочно), 14 раз проиграл, в восьми случаях была зафиксирована ничья.
После завершения спортивной карьеры вместе с семьёй поселился в городе Киркконумми, где в течение многих лет работал тренером по боксу. Как тренер воспитал многих известных боксёров, например, один из его учеников Амин Асикайнен владел титулом чемпиона Европы среди профессионалов. Сын Олли Мяки Пекка тоже нашёл себя в боксёрской индустрии, он известен как тренер, менеджер и промоутер профессионального бокса.

## Интересные факты
В 2016 году на экраны вышел фильм Самый счастливый день в жизни Олли Мяки. В картине рассказывается о драматических событиях в спортивной и личной жизни знаменитого финского боксёра, случившихся в 1962 году.